# Blagoveščenskoe
Blagoveščenskoe (in russo Благовещенское?) è una città situata in Russia, nell'Oblast' di Arcangelo, nel Vel'skij rajon. 